# بلو بیتل (فیلم)
بلو بیتل یا سوسک آبی (انگلیسی: Blue Beetle) فیلمی ابرقهرمانی محصول ۲۰۲۳ بر اساس شخصیت جیمی ریس / بلو بیتل از دی‌سی کامیکس است که به‌وسیلهٔ دی‌سی استودیوز و سفرن کمپانی ساخته شده‌است. کارگردانی این فیلم بر عهدهٔ انجل مانوئل سوتو بود و گرت دانت-آلکوسر نویسندهٔ آن بود. این فیلم چهاردهمین قسمت از دنیای توسعه‌یافته دی‌سی به‌شمار می‌رود. شولو ماریدوئنا نقش اصلی جیمی ریس / بلو بیتل را ایفا می‌کند و برونا مارکزینی، آدریانا بارازا، دامیان آلکازار، رائول تروهی‌یو، سوزان ساراندون و جرج لوپز از دیگر بازیگران هستند.
توسعهٔ فیلمی با حضور شخصیت ریس در پایان نوامبر ۲۰۱۸ با پیوستن دانت-آلکوسر به عوامل آغاز شد. سوتو در فوریهٔ ۲۰۲۱ به‌منظور کارگردانی این فیلم برای سرویس پخش اینترنتی اچ‌بی‌او مکس استخدام شد. ماریدوئنا در اوت آن سال به‌عنوان بازیگر نقش اصلی انتخاب شد و سایر بازیگران در اوایل سال ۲۰۲۲ به فیلم محلق شدند. فیلم‌برداری از اواخر مه تا اواسط ژوئیهٔ آن سال در دکیتر، جورجیا و نیز ال پاسو، تگزاس و پورتوریکو صورت گرفت.
بلو بیتل در ۱۵ اوت ۲۰۲۳ در ال پاسو، تگزاس به نمایش درآمد و در ۱۸ اوت به‌وسیلهٔ برادران وارنر پیکچرز در ایالات متحده منتشر شد. این فیلم با واکنش‌های عموماً مثبتی از سوی منتقدان همراه بود و نقش‌آفرینی ماریدوئنا مورد تحسین قرار گرفت، اما عملکرد خوبی در فروش گیشه نداشت و ۱۲۸ میلیون دلار در سراسر جهان فروش کرد در حالی که ۱۰۴ میلیون دلار بودجه ساخت آن بوده‌است، و به یک بمب گیشه تبدیل شد.

## بازیگران
- شولو ماریدوئنا در نقش خایمه ریس / بلو بیتل
- برونا مارکزینی در نقش جنی کرد، دختر تد کرد که خایمه به او علاقه عاشقانه دارد
- آدریانا بارازا در نقش نانا، مادربزرگ خایمه
- دامیان آلکازار در نقش آلبرتو ریس، پدر خایمه
- الپیدیا کاریو در نقش روثیو ریس، مادر خایمه
- رائول تروهی‌یو در نقش ایگناسیو کاراپاکس / OMAC
- سوزان ساراندون در نقش ویکتوریا کرد، مدیر عامل اجرایی صنایع کرد و خواهر شخصیت تد کرد که در تلاش برای به‌دست آوردن اسکراب است.
- جرج لوپز در نقش رودی ریس، عموی خایمه